# NGC 2778
NGC 2778 este o galaxie eliptică situată în constelația Linxul. A fost descoperită în 28 martie 1786 de către William Herschel. Se află la o distanță de 23,23 de megaparseci de Pământ.